# Néini Goungou
Néini Goungou (auch: Néni, Néné Goungou, Néni Goungou) ist ein Dorf im Arrondissement Niamey V der Stadt Niamey in Niger.

## Geographie
Das von einem traditionellen Ortsvorsteher (chef traditionnel) geleitete Dorf befindet sich auf einer gleichnamigen Insel des Flusses Niger im Norden des ländlichen Gebiets von Niamey V. Zu den umliegenden Siedlungen am Festland zählen das Stadtviertel Lamordé im Südosten und das Dorf Kourtéré Samboro im Südwesten. Auf der gegenüberliegenden Seite des Flusses liegt das Stadtviertel Goudel.

## Geschichte
Manchen Überlieferungen zufolge war die Insel Néini Goungou der Geburtsort von Askia Mohammad I., der im 15. Jahrhundert die Songhai-Dynastie der Askiya begründete. Der deutsche Afrikaforscher Heinrich Barth kam Mitte des 19. Jahrhunderts an der „schön bewaldeten Insel Neni“ vorbei. Der Marabout Alfa Mahaman Djobo, der die Stadt Say im 19. Jahrhundert zu einem Zentrum des Islam machte, lebte zuvor sieben Jahre lang in Néini Goungou.
Einer der vielen Erklärungsversuche des Ortsnamens Niamey hat einen Bezug zur Insel. Demnach wurden mehrere Maouri von Néini Goungou wegen eines Konflikts um Weideflächen von Fulbe getötet. Die vertriebenen Überlebenden ließen sich bei einem alten großen Baum mit dem Artnamen Gna nieder. Davon käme der Ortsname Gna-me, anders gesagt Niamey, mit der Bedeutung „im Umfeld von Gna“.
Bei einem Rekordhochwasser im Jahr 2012 wurden Teile der Insel überschwemmt, Hunderte Einwohner von Néini Goungou wurden von den Behörden umgesiedelt.

## Bevölkerung
Bei der Volkszählung 2012 hatte Néini Goungou 201 Einwohner, die in 36 Haushalten lebten. Bei der Volkszählung 2001 betrug die Einwohnerzahl 1026 in 157 Haushalten und bei der Volkszählung 1988 belief sich die Einwohnerzahl auf 510 in 71 Haushalten.

## Wirtschaft und Infrastruktur
Die öffentliche Grundschule Ecole primaire de Néini Goungou wurde 1990 gegründet. Beim Dorf führt die 2021 eröffnete General-Seyni-Kountché-Brücke über den Fluss Niger nach Goudel.